# Double dames de badminton aux Jeux olympiques d'été de 2024
Pour un article plus général, voir Badminton aux Jeux olympiques d'été de 2024.
Navigation
 1992 •
 1996 •
 2000 •
 2004 •
 2008 •
 2012 •
 2016 •
 2020 • 2024
Tokyo 2020 Los Angeles 2028
Le tournoi de double dames de badminton aux Jeux olympiques d'été de 2024 de Paris se déroule à l'Arena Porte de la Chapelle du 27 juillet au 3 août 2024.

## Programme
| - P : tours préliminaires - ¼ : quarts de finale - ½ : demi-finales - F : finales - M : Session le matin - A : Session l'après-midi - S : Session en soirée |

| Date   | Sa 27 | Sa 27 | Sa 27 | Di 28 | Di 28 | Di 28 | Lu 29 | Lu 29 | Lu 29 | Ma 30 | Ma 30 | Ma 30 | Me 31 | Me 31 | Me 31 | Je 1er | Je 1er | Je 1er | Ve 2 | Ve 2 | Ve 2 | Sa 3 | Sa 3 | Sa 3 |
| Date   | M     | A     | S     | M     | A     | S     | M     | A     | S     | M     | A     | S     | M     | A     | S     | M      | A      | S      | M    | A    | S    | M    | A    | S    |
| ------ | ----- | ----- | ----- | ----- | ----- | ----- | ----- | ----- | ----- | ----- | ----- | ----- | ----- | ----- | ----- | ------ | ------ | ------ | ---- | ---- | ---- | ---- | ---- | ---- |
| Manche | P     | P     | P     | P     | P     | P     | P     | P     | P     | P     | P     | P     |       |       |       | ¼      |        |        | ½    |      |      |      | F    |      |

## Format de la compétition
La compétition se déroule en 2 parties : une phase de poule et, à l'issue de celle-ci, une série de matches à élimination directe jusqu'à la finale.

## Têtes de séries
| N° | Joueuses                             | Résultat        | Élimination par                 |
| -- | ------------------------------------ | --------------- | ------------------------------- |
| 1  | Chen Qingchen / Jia Yifan (CHN)      | Vainqueurs      | -                               |
| 2  | Baek Ha-na / Lee So-hee (KOR)        | Quart de finale | Liu Shengshu / Tan Ning (CHN)   |
| 3  | Liu Shengshu / Tan Ning (CHN)        | Finaliste       | Chen Qingchen / Jia Yifan (CHN) |
| 4  | Nami Matsuyama / Chiharu Shida (JPN) | Demi-finale     | Liu Shengshu / Tan Ning (CHN)   |

## Phase de groupes
- En gras, les deux premières paires de chaque groupe sont qualifiées pour les quarts de finale.

| Cl. | Équipe                                              | Pts | J | G | P | SG | SP | PG  | PP  |
| --- | --------------------------------------------------- | --- | - | - | - | -- | -- | --- | --- |
| 1   | Chen Qingchen / Jia Yifan (CHN)                     | 3   | 3 | 3 | 0 | 6  | 0  | 130 | 102 |
| 2   | Pearly Tan / Thinaah Muralitharan (MAS)             | 2   | 3 | 2 | 1 | 4  | 3  | 139 | 122 |
| 3   | Mayu Matsumoto / Wakana Nagahara (JPN)              | 1   | 3 | 1 | 2 | 3  | 4  | 128 | 139 |
| 4   | Apriyani Rahayu / Siti Fadia Silva Ramadhanti (INA) | 0   | 3 | 0 | 3 | 0  | 6  | 98  | 132 |

| 27 juillet | Chen Qingchen / Jia Yifan                     | 21-17, 22-20        | Pearly Tan / Thinaah Muralitharan             |
| 27 juillet | Mayu Matsumoto / Wakana Nagahara              | 24-22, 21-15        | Apriyani Rahayu / Siti Fadia Silva Ramadhanti |
| 28 juillet | Mayu Matsumoto / Wakana Nagahara              | 21-18, 15-21, 16-21 | Pearly Tan / Thinaah Muralitharan             |
| 28 juillet | Chen Qingchen / Jia Yifan                     | 21-12, 24-22        | Apriyani Rahayu / Siti Fadia Silva Ramadhanti |
| 30 juillet | Chen Qingchen / Jia Yifan                     | 21-16, 21-15        | Mayu Matsumoto / Wakana Nagahara              |
| 30 juillet | Apriyani Rahayu / Siti Fadia Silva Ramadhanti | 18-21, 9-21         | Pearly Tan / Thinaah Muralitharan             |

| Cl. | Équipe                                 | Pts | J | G | P | SG | SP | PG  | PP  |
| --- | -------------------------------------- | --- | - | - | - | -- | -- | --- | --- |
| 1   | Liu Shengshu / Tan Ning (CHN)          | 3   | 3 | 3 | 0 | 6  | 1  | 145 | 102 |
| 2   | Gabriela Stoeva / Stefani Stoeva (BUL) | 2   | 3 | 2 | 1 | 5  | 3  | 152 | 140 |
| 3   | Yeung Nga Ting / Yeung Pui Lam (HKG)   | 1   | 3 | 1 | 2 | 3  | 5  | 141 | 160 |
| 4   | Annie Xu / Kerry Xu (USA)              | 0   | 3 | 0 | 3 | 1  | 6  | 110 | 146 |

| 27 juillet | Liu Shengshu / Tan Ning          | 21-11, 21-14        | Annie Xu / Kerry Xu              |
| 27 juillet | Yeung Nga Ting / Yeung Pui Lam   | 11-21, 23-21, 15-21 | Gabriela Stoeva / Stefani Stoeva |
| 28 juillet | Liu Shengshu / Tan Ning          | 19-21, 21-10, 21-16 | Gabriela Stoeva / Stefani Stoeva |
| 28 juillet | Yeung Nga Ting / Yeung Pui Lam   | 24-22, 17-21, 21-12 | Annie Xu / Kerry Xu              |
| 30 juillet | Gabriela Stoeva / Stefani Stoeva | 21-18, 21-12        | Annie Xu / Kerry Xu              |
| 30 juillet | Liu Shengshu / Tan Ning          | 21-18, 21-15        | Yeung Nga Ting / Yeung Pui Lam   |

| Cl. | Équipe                                  | Pts | J | G | P | SG | SP | PG  | PP  |
| --- | --------------------------------------- | --- | - | - | - | -- | -- | --- | --- |
| 1   | Kim So-yeong / Kong Hee-yong (KOR)      | 3   | 3 | 3 | 0 | 6  | 0  | 134 | 103 |
| 2   | Nami Matsuyama / Chiharu Shida (JPN)    | 2   | 3 | 2 | 1 | 4  | 2  | 130 | 105 |
| 3   | Setyana Mapasa / Angela Yu (AUS)        | 1   | 3 | 1 | 2 | 2  | 4  | 103 | 109 |
| 4   | Tanisha Crasto / Ashwini Ponnappa (IND) | 0   | 3 | 0 | 3 | 0  | 6  | 76  | 126 |

| 27 juillet | Kim So-yeong / Kong Hee-yong      | 21-18, 21-10 | Tanisha Crasto / Ashwini Ponnappa |
| 27 juillet | Nami Matsuyama / Chiharu Shida    | 21-18, 21-14 | Setyana Mapasa / Angela Yu        |
| 29 juillet | Nami Matsuyama / Chiharu Shida    | 21-18, 21-14 | Tanisha Crasto / Ashwini Ponnappa |
| 29 juillet | Kim So-yeong / Kong Hee-yong      | 21-12, 21-17 | Setyana Mapasa / Angela Yu        |
| 30 juillet | Nami Matsuyama / Chiharu Shida    | 22-24, 24-26 | Kim So-yeong / Kong Hee-yong      |
| 30 juillet | Tanisha Crasto / Ashwini Ponnappa | 15-21, 10-21 | Setyana Mapasa / Angela Yu        |

| Cl. | Équipe                                              | Pts | J | G | P | SG | SP | PG  | PP  |
| --- | --------------------------------------------------- | --- | - | - | - | -- | -- | --- | --- |
| 1   | Maiken Fruergaard / Sara Thygesen (DEN)             | 3   | 3 | 3 | 0 | 6  | 2  | 160 | 146 |
| 2   | Baek Ha-na / Lee So-hee (KOR)                       | 2   | 3 | 2 | 1 | 5  | 2  | 137 | 93  |
| 3   | Jongkolphan Kititharakul / Rawinda Prajongjai (THA) | 1   | 3 | 1 | 2 | 3  | 5  | 140 | 158 |
| 4   | Margot Lambert / Anne Tran (FRA)                    | 0   | 3 | 0 | 3 | 1  | 6  | 98  | 138 |

| 27 juillet | Baek Ha-na / Lee So-hee                       | 18-21, 21-9, 14-21  | Maiken Fruergaard / Sara Thygesen             |
| 27 juillet | Jongkolphan Kititharakul / Rawinda Prajongjai | 12-21, 21-13, 21-15 | Margot Lambert / Anne Tran                    |
| 29 juillet | Baek Ha-na / Lee So-hee                       | 21-13, 21-8         | Margot Lambert / Anne Tran                    |
| 29 juillet | Jongkolphan Kititharakul / Rawinda Prajongjai | 22-20, 21-23, 22-24 | Maiken Fruergaard / Sara Thygesen             |
| 30 juillet | Baek Ha-na / Lee So-hee                       | 21-9, 21-12         | Jongkolphan Kititharakul / Rawinda Prajongjai |
| 30 juillet | Margot Lambert / Anne Tran                    | 16-21, 12-21        | Maiken Fruergaard / Sara Thygesen             |

## Phase à élimination directe
Le tableau de la phase à élimination directe figure ci-après :
|  | Quarts de finale (1er août) | Quarts de finale (1er août) | Quarts de finale (1er août) | Quarts de finale (1er août) | Quarts de finale (1er août) |                         |                 | Demi-finales (2 août) | Demi-finales (2 août)                     | Demi-finales (2 août)                     | Demi-finales (2 août)                     | Demi-finales (2 août)                     |                                           |  | Finale (3 août) | Finale (3 août)          | Finale (3 août) | Finale (3 août) | Finale (3 août) | Finale (3 août) | Finale (3 août) |
|  |                             |                             |                             |                             |                             |                         |                 |                       |                                           |                                           |                                           |                                           |                                           |  |                 |                          |                 |                 |                 |                 |                 |
|  | 1                           | Chen / Jia (CHN)            | 21                          | 21                          |                             |                         |                 |                       |                                           |                                           |                                           |                                           |                                           |  |                 |                          |                 |                 |                 |                 |                 |
|  |                             | G. Stoeva / S. Stoeva (BUL) | 15                          | 8                           |                             |                         |                 |                       |                                           |                                           |                                           |                                           |                                           |  |                 |                          |                 |                 |                 |                 |                 |
|  |                             | G. Stoeva / S. Stoeva (BUL) | 15                          | 8                           | 1                           | Chen / Jia (CHN)        | 21              | 18                    | 21                                        |                                           |                                           |                                           |                                           |  |                 |                          |                 |                 |                 |                 |                 |
|  |                             |                             |                             |                             |                             | Chen / Jia (CHN)        | 21              | 18                    | 21                                        |                                           |                                           |                                           |                                           |  |                 |                          |                 |                 |                 |                 |                 |
|  |                             |                             | Tan / Muralitharan (MAS)    | 12                          | 21                          | 15                      |                 |                       |                                           |                                           |                                           |                                           |                                           |  |                 |                          |                 |                 |                 |                 |                 |
|  |                             | Kim / Kong (KOR)            | Tan / Muralitharan (MAS)    | 12                          | 21                          | 15                      | 12              | 13                    |                                           |                                           |                                           |                                           |                                           |  |                 |                          |                 |                 |                 |                 |                 |
|  |                             | Kim / Kong (KOR)            |                             |                             |                             |                         | 12              | 13                    |                                           |                                           |                                           |                                           |                                           |  |                 |                          |                 |                 |                 |                 |                 |
|  |                             | Tan / Muralitharan (MAS)    | 21                          | 21                          |                             |                         |                 |                       |                                           |                                           |                                           |                                           |                                           |  |                 |                          |                 |                 |                 |                 |                 |
|  |                             |                             |                             |                             |                             |                         |                 |                       |                                           |                                           |                                           |                                           |                                           |  | 1               | Chen / Jia (CHN)         | 22              | 21              |                 |                 |                 |
|  |                             |                             | 3                           | Liu / Tan (CHN)             | 20                          | 15                      |                 |                       |                                           |                                           |                                           |                                           |                                           |  |                 |                          |                 |                 |                 |                 |                 |
|  | 2                           | Baek / Lee (KOR)            | 9                           | 13                          |                             |                         |                 |                       |                                           |                                           |                                           |                                           |                                           |  |                 |                          |                 |                 |                 |                 |                 |
|  | 3                           | Liu / Tan (CHN)             | 21                          | 21                          |                             |                         |                 |                       |                                           |                                           |                                           |                                           |                                           |  |                 |                          |                 |                 |                 |                 |                 |
|  | 3                           | Liu / Tan (CHN)             | 21                          | 21                          |                             | 3                       | Liu / Tan (CHN) | 21                    | 21                                        |                                           |                                           |                                           |                                           |  |                 |                          |                 |                 |                 |                 |                 |
|  |                             |                             |                             |                             |                             | 3                       | Liu / Tan (CHN) | 21                    | 21                                        |                                           |                                           |                                           |                                           |  |                 |                          |                 |                 |                 |                 |                 |
|  |                             | 4                           | Matsuyama / Shida (JPN)     | 16                          | 19                          |                         |                 |                       | Match pour la médaille de bronze (3 août) | Match pour la médaille de bronze (3 août) | Match pour la médaille de bronze (3 août) | Match pour la médaille de bronze (3 août) | Match pour la médaille de bronze (3 août) |  |                 |                          |                 |                 |                 |                 |                 |
|  | 4                           | 4                           | Matsuyama / Shida (JPN)     | 16                          | 19                          | Matsuyama / Shida (JPN) | 21              | 21                    | Match pour la médaille de bronze (3 août) | Match pour la médaille de bronze (3 août) | Match pour la médaille de bronze (3 août) | Match pour la médaille de bronze (3 août) | Match pour la médaille de bronze (3 août) |  |                 |                          |                 |                 |                 |                 |                 |
|  | 4                           |                             |                             |                             |                             | Matsuyama / Shida (JPN) | 21              | 21                    |                                           |                                           |                                           |                                           |                                           |  |                 |                          |                 |                 |                 |                 |                 |
|  |                             | Fruergaard / Thygesen (DEN) | 7                           | 12                          |                             |                         |                 |                       |                                           |                                           |                                           |                                           |                                           |  |                 | Tan / Muralitharan (MAS) | 11              | 11              |                 |                 |                 |
|  |                             |                             |                             |                             |                             |                         |                 |                       |                                           |                                           |                                           |                                           |                                           |  | 4               | Matsuyama / Shida (JPN)  | 21              | 21              |                 |                 |                 |